# Chiesa evangelica di San Tommaso
La Chiesa evangelica di San Tommaso, conosciuta anche come la Chiesa evangelica indiana di San Tommaso, è una chiesa protestante diffusa nello stato del Kerala (Malabar), in India. È una delle chiese originate dalla comunità dei Cristiani di San Tommaso, che trae le sue origini dall'attività evangelica di Tommaso apostolo nel I secolo, facendo risalire la sua ascendenza a quasi 2.000 anni fa. In particolare deriva da uno scisma del 1961 nella Chiesa siro-malankarese Mar Thoma.
La Chiesa evangelica di San Tommaso sostiene che la Bibbia è l'ispirazione, Parola infallibile di Dio. Gli aderenti credono che tutto ciò che è necessario per la salvezza e la vita nella giustizia si trovi nella Bibbia. La chiesa è impegnata nella evangelizzazione attiva. La sede di questa chiesa è a Thiruvalla, una città nello stato del Kerala, che fa parte del sud dell'India.

## Storia

### Dalle origini al XIX secolo

Relazione dei gruppi Nazareni.

I cristiani di san Tommaso fanno risalire le loro origini a Tommaso Apostolo che, secondo la tradizione, fece molti proseliti in India nel I secolo. Nel VII secolo erano parte della Chiesa d'Oriente, con centro in Persia. L'intera comunità dei cristiani di san Tommaso è rimasta unita fino al XVII secolo, quando le controversie concernenti il padroado portoghese in India hanno portato al Giuramento della Croce pendente del 1653 e alla divisione dei cristiani di san Tommaso in cattolici e una chiesa indipendente, conosciuta come Chiesa Malankarese, che ha accettato la teologia miafisita della Chiesa siro-ortodossa e ne ha adottato il rito siriaco occidentale (o rito di Antiochia).
Prima del 1961, la storia della Chiesa evangelica di San Tommaso è profondamente legata a quella della Chiesa siro-malankarese Mar Thoma, di cui faceva parte. Questa, fondata nel 1889, si è evoluta dentro della Chiesa malankarese per l'influsso di missionari evangelici britannici durante l'epoca coloniale inglese dell'India. I missionari facilitarono la traduzione della Bibbia in lingua malayalam nel 1811. Questa è stata la prima Bibbia nella lingua vernacolare del Kerala. Ulteriori modifiche introdotte dai missionari hanno portato ad uno scisma all'interno della Chiesa malankarese e così alla formazione della Chiesa Mar Thoma.

### Lo scisma
Diatribe interne tra i gruppi tradizionalisti progressivamente hanno portato ad un ulteriore scisma. La Chiesa Evangelica di San Tommaso dell'India è stata ufficialmente inaugurata il 26 gennaio 1961. Più di 30.000 persone provenienti da tutte le diverse confessioni cristiane si sono riunite insieme al vescovo Abraham Nagar a Thiruvalla, nel Kerala, per formare la nuova denominazione della Chiesa.

## Organizzazione
La Chiesa conta 173 parrocchie in Kerala, 32 negli altri stati indiani e 13 fuori dall'India (Stati Uniti, paesi del Golfo persico).

## Vescovi
- Vescovo Reverendissimo Dr C V Mathew (vescovo presidente della Chiesa)
- Vescovo Rt Rev Dr Thomas Abraham
- Vescovo Dr T C Cherian
- Vescovo Dr M K Koshy
- Vescovo Rt Rev A I Alexander